# Henrik Agersborg
Henrik Agersborg (Herøy, 5 de julho de 1872 — Oslo, 23 de maio de 1942) foi um velejador norueguês, medalhista olímpico. Ele competiu nos Jogos Olímpicos de Verão de 1920 na classe 6 Metre e conquistou a medalha de bronze na disputa realizada segundo as regras de 1907 a bordo do Stella com Einar Berntsen e Trygve Pedersen.